# José dos Santos Ferreira
José dos Santos Ferreira (ur. 28 lipca 1919, zm. 24 marca 1993) – poeta portugalski, znany jako Adé, piszący w patuá, lokalnym języku Makau.

## Życiorys
José dos Santos Ferreira urodził się 28 lipca 1919 roku w Makau. Jego rodzicami byli Portugalczyk Francisco dos Santos Ferreira i rodowita mieszkanka Makau Florentina Maria dos Passos. Poeta większą część życia spędził w Makau. Zmarł 24 marca 1993 roku w Hongkongu.

## Twórczość
José dos Santos Ferreira był poetą, dramaturgiem, reżyserem i aktorem. Tworzył w języku kreolskim, będącym mieszaniną portugalskiego i dialektu kantońskiego języka chińskiego. Pisał sztuki teatralne, libretta i wiersze. Był i jest nadal ceniony w Makau. Stoi tam jego pomnik, a w głównym muzeum można usłyszeć nagrania jego deklamacji własnych utworów.